# パッシーニョ
パッシーニョ（ポルトガル語：Passinho）はブラジルのリオデジャネイロ発祥のストリートダンスの一種。

## 概要
パッシーニョはポルトガル語で「小さなステップ」を意味する言葉である。

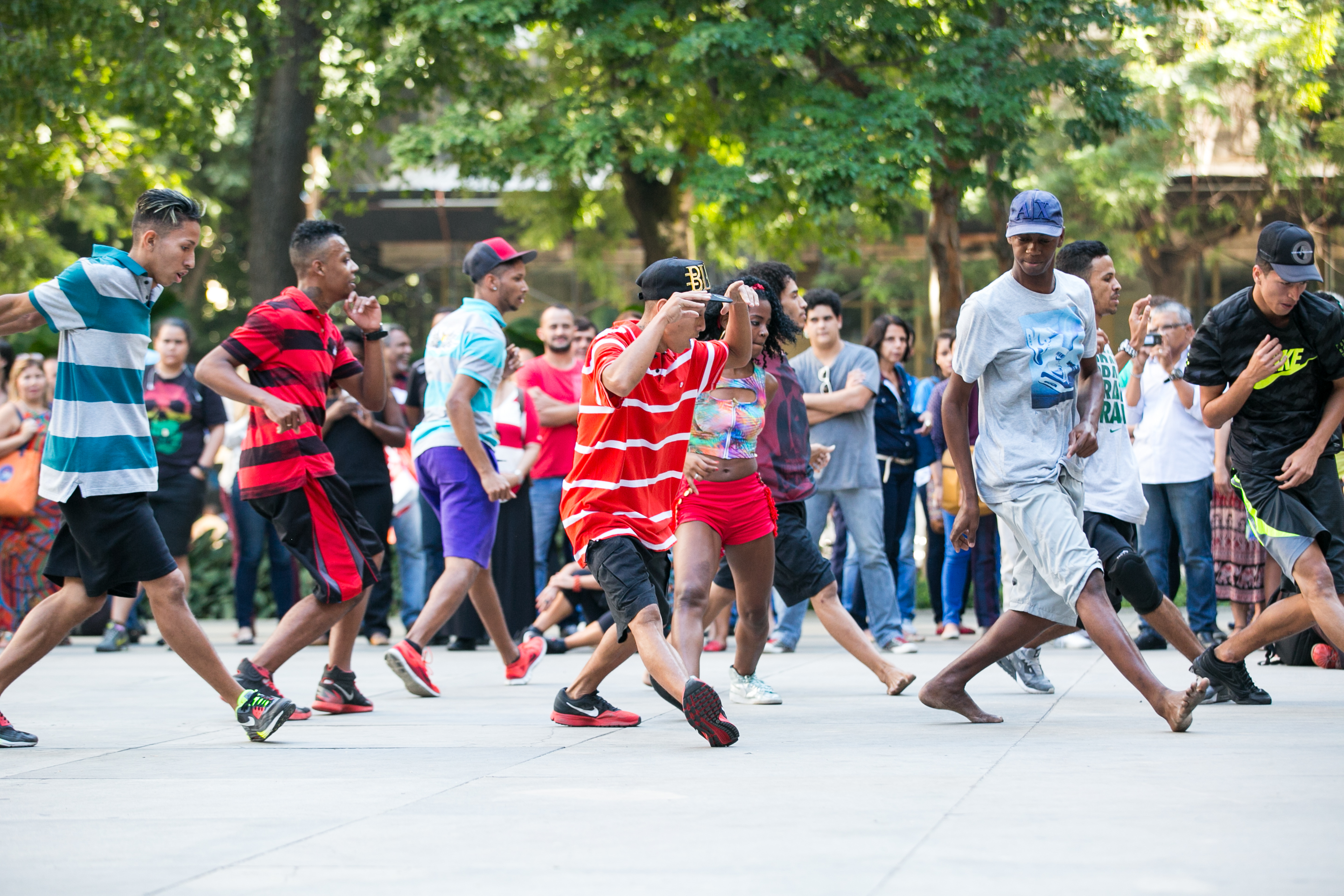
路上で披露されるパッシーニョ - リオデジャネイロ

パッシーニョのダンススタイルはリオデジャネイロのファヴェーラ発祥のストリート音楽であるバイレファンキのスタイルにサンバやブレイクダンス、カポエイラ、フレーヴォといった身体的な文化芸術表現の技法を取り入れたものである。
2000年代初頭の頃にはファヴェーラ内のナイトクラブで行われるバイレファンキのショーなどにパッシーニョは存在した。2008年から2010年ごろにかけてYouTubeなどのインターネットの動画投稿サイト上で頻繁に共有されるようになった。なおパッシーニョの明確な起源は不明であり、リオデジャネイロだけでなくサンパウロのダンスクラブが起源とする説も存在する。
2012年ロンドンオリンピック閉会式で、次回のオリンピック開催地となるリオデジャネイロを象徴する文化の一つとして披露される。
2016年のリオデジャネイロオリンピック開会式でも丘の上のファヴェーラに見立てられたステージ上で披露される。
2024年、パッシーニョをリオデジャネイロの無形文化遺産とする法律がリオデジャネイロ州議会で可決。